# Beta Leonis Minoris
Beta Leonis Minoris (Beta LMi, β Leonis Minoris, β LMi) is een binaire ster in de constellatie Kleine Leeuw. De ster heeft een schijnbare magnitude van 4.4 en is daarmee de op een na helderste ster in deze constellatie. Beide sterren beschrijven in 38.62 jaar een baan, waarbij de afstand tussen beiden varieert tussen 5.4 en 17 AE.